# Cholet-Pays de Loire 2014
La 37e édition de Cholet-Pays de Loire a eu lieu le 23 mars 2014. C'est la troisième épreuve de la Coupe de France de cyclisme sur route 2014. La course fait partie du calendrier UCI Europe Tour 2014 en catégorie 1.1.
L'épreuve a été remportée par le Belge Tom Van Asbroeck (Topsport Vlaanderen-Baloise), lors d'un sprint à neuf coureurs, respectivement devant son compatriote Sébastien Delfosse (Wallonie-Bruxelles) et le Français Sébastien Turgot (AG2R La Mondiale).
Au niveau des classements annexes, Van Asbroeck termine également meilleur jeune de la course tandis que l'Espagnol David Lozano (Novo Nordisk) finit meilleur grimpeur.

## Présentation

### Équipes
Classé en catégorie 1.1 de l'UCI Europe Tour, Cholet-Pays de Loire est par conséquent ouvert aux UCI ProTeams dans la limite de 50 % des équipes participantes, aux équipes continentales professionnelles, aux équipes continentales et aux équipes nationales.
L'organisateur a communiqué la liste des équipes invitées le 18 janvier 2014. Seize équipes participent à ce Cholet-Pays de Loire - trois ProTeams, huit équipes continentales professionnelles et cinq équipes continentales :
| UCI ProTeams     | UCI ProTeams | UCI ProTeams |
| Nom de l'équipe  | Pays         | Code         |
| ---------------- | ------------ | ------------ |
| AG2R La Mondiale | France       | ALM          |
| Europcar         | France       | EUC          |
| FDJ.fr           | France       | FDJ          |

| Équipes continentales professionnelles | Équipes continentales professionnelles | Équipes continentales professionnelles |
| Nom de l'équipe                        | Pays                                   | Code                                   |
| -------------------------------------- | -------------------------------------- | -------------------------------------- |
| Bretagne-Séché Environnement           | France                                 | BSE                                    |
| Caja Rural-Seguros RGA                 | Espagne                                | CJR                                    |
| CCC Polsat Polkowice                   | Pologne                                | CCC                                    |
| Cofidis                                | France                                 | COF                                    |
| Novo Nordisk                           | États-Unis                             | TNN                                    |
| RusVelo                                | Russie                                 | RVL                                    |
| Topsport Vlaanderen-Baloise            | Belgique                               | TSV                                    |
| Wanty-Groupe Gobert                    | Belgique                               | WGG                                    |

| Équipes continentales   | Équipes continentales | Équipes continentales |
| Nom de l'équipe         | Pays                  | Code                  |
| ----------------------- | --------------------- | --------------------- |
| BigMat-Auber 93         | France                | BIG                   |
| La Pomme Marseille 13   | France                | LPM                   |
| Roubaix Lille Métropole | France                | RLM                   |
| Veranclassic-Doltcini   | Belgique              | VER                   |
| Wallonie-Bruxelles      | Belgique              | WBC                   |

## Classement final
|    | Coureur            | Pays     | Équipe                       |    | Temps           |
| -- | ------------------ | -------- | ---------------------------- | -- | --------------- |
| 1  | Tom Van Asbroeck   | Belgique | Topsport Vlaanderen-Baloise  | en | 5 h 13 min 38 s |
| 2  | Sébastien Delfosse | Belgique | Wallonie-Bruxelles           | +  | 0 s             |
| 3  | Sébastien Turgot   | France   | AG2R La Mondiale             |    | 0 s             |
| 4  | Pierrick Fédrigo   | France   | FDJ.fr                       |    | 0 s             |
| 5  | Benoît Jarrier     | France   | Bretagne-Séché Environnement |    | 0 s             |
| 6  | Jimmy Engoulvent   | France   | Europcar                     |    | 0 s             |
| 7  | Frederik Veuchelen | Belgique | Wanty-Groupe Gobert          |    | 0 s             |
| 8  | Gediminas Bagdonas | Lituanie | AG2R La Mondiale             |    | 6 s             |
| 9  | Arnaud Courteille  | France   | FDJ.fr                       |    | 10 s            |
| 10 | Thomas Sprengers   | Belgique | Topsport Vlaanderen-Baloise  |    | 36 s            |

## Liste des participants
- Liste de départ complète

| Légende | Légende                                                                    | Légende | Légende                                                    |
| ------- | -------------------------------------------------------------------------- | ------- | ---------------------------------------------------------- |
| Num     | Dossard de départ porté par le coureur sur ce Cholet-Pays de Loire         | Pos     | Position à l'arrivée de la course                          |
|         | Indique un maillot de champion national ou mondial, suivi de sa spécialité | NP      | Indique un coureur qui n'a pas pris le départ de la course |
| AB      | Indique un coureur qui n'a pas terminé la course                           | HD      | Indique un coureur qui a terminé la course hors des délais |

| AG2R La Mondiale ALM | AG2R La Mondiale ALM     | AG2R La Mondiale ALM |
| -------------------- | ------------------------ | -------------------- |
| Num                  | Coureur                  | Pos                  |
| 1                    | Damien Gaudin (FRA)      | AB                   |
| 2                    | Gediminas Bagdonas (LTU) | 8e                   |
| 3                    | Julien Bérard (FRA)      | AB                   |
| 4                    | Hubert Dupont (FRA)      | AB                   |
| 5                    | Christophe Riblon (FRA)  | AB                   |
| 6                    | Alexis Gougeard (FRA)    | 37e                  |
| 7                    | Yauheni Hutarovich (BLR) | 21e                  |
| 8                    | Sébastien Turgot (FRA)   | 3e                   |

| FDJ.fr FDJ | FDJ.fr FDJ               | FDJ.fr FDJ |
| ---------- | ------------------------ | ---------- |
| Num        | Coureur                  | Pos        |
| 11         | Nacer Bouhanni (FRA)     | 30e        |
| 12         | Sébastien Chavanel (FRA) | AB         |
| 13         | Pierrick Fédrigo (FRA)   | 4e         |
| 14         | Arnaud Courteille (FRA)  | 9e         |
| 15         | Benoît Vaugrenard (FRA)  | AB         |
| 16         | Laurent Mangel (FRA)     | AB         |
| 17         | Francis Mourey (FRA)     | 35e        |
| 18         | Laurent Pichon (FRA)     | AB         |

| Europcar EUC | Europcar EUC             | Europcar EUC |
| ------------ | ------------------------ | ------------ |
| Num          | Coureur                  | Pos          |
| 21           | Fabrice Jeandesboz (FRA) | AB           |
| 22           | Antoine Duchesne (CAN)   | 29e          |
| 23           | Jimmy Engoulvent (FRA)   | 6e           |
| 24           | Morgan Lamoisson (FRA)   | AB           |
| 25           | Yohann Gène (FRA)        | AB           |
| 26           | Romain Guillemois (FRA)  | AB           |
| 27           | Yannick Martinez (FRA)   | 33e          |
| 28           | Angélo Tulik (FRA)       | 23e          |

| Bretagne-Séché Environnement BSE | Bretagne-Séché Environnement BSE | Bretagne-Séché Environnement BSE |
| -------------------------------- | -------------------------------- | -------------------------------- |
| Num                              | Coureur                          | Pos                              |
| 31                               | Benoît Jarrier (FRA)             | 5e                               |
| 32                               | Christophe Laborie (FRA)         | AB                               |
| 33                               | Romain Feillu (FRA)              | AB                               |
| 34                               | Pierre-Luc Périchon (FRA)        | 36e                              |
| 35                               | Arnaud Gérard (FRA)              | AB                               |
| 36                               | Armindo Fonseca (FRA)            | 25e                              |
| 37                               | Benjamin Le Montagner (FRA)      | AB                               |
| 38                               | Erwann Corbel (FRA)              | 15e                              |

| Cofidis COF | Cofidis COF              | Cofidis COF |
| ----------- | ------------------------ | ----------- |
| Num         | Coureur                  | Pos         |
| 41          | Jérémy Bescond (FRA)     | AB          |
| 42          | Julien Simon (FRA)       | AB          |
| 43          | Christophe Laporte (FRA) | 20e         |
| 44          | Guillaume Levarlet (FRA) | AB          |
| 45          | Julien Fouchard (FRA)    | AB          |
| 46          | Gert Jõeäär (EST)        | AB          |
| 47          | Clément Venturini (FRA)  | AB          |
| 48          | Jérôme Coppel (FRA)      | AB          |

| Novo Nordisk TNN | Novo Nordisk TNN           | Novo Nordisk TNN |
| ---------------- | -------------------------- | ---------------- |
| Num              | Coureur                    | Pos              |
| 51               | Javier Mejías (ESP)        | AB               |
| 52               | Joonas Henttala (FIN)      | NP               |
| 53               | David Lozano (ESP)         | 40e              |
| 54               | Charles Planet (FRA)       | 26e              |
| 55               | Nicolas Lefrançois (FRA)   | AB               |
| 56               | Martijn Verschoor (NED)    | AB               |
| 57               | Christopher Williams (AUS) | AB               |
| 58               | Stephen Clancy (IRL)       | AB               |

| Topsport Vlaanderen-Baloise TSV | Topsport Vlaanderen-Baloise TSV | Topsport Vlaanderen-Baloise TSV |
| ------------------------------- | ------------------------------- | ------------------------------- |
| Num                             | Coureur                         | Pos                             |
| 61                              | Tom Van Asbroeck (BEL)          | 1er                             |
| 62                              | Thomas Sprengers (BEL)          | 10e                             |
| 63                              | Pieter Vanspeybrouck (BEL)      | 31e                             |
| 64                              | Kenneth Vanbilsen (BEL)         | AB                              |
| 65                              | Eliot Lietaer (BEL)             | AB                              |
| 66                              | Sander Helven (BEL)             | AB                              |
| 67                              | Pieter Jacobs (BEL)             | AB                              |
| 68                              | Zico Waeytens (BEL)             | AB                              |

| Caja Rural-Seguros RGA CJR | Caja Rural-Seguros RGA CJR    | Caja Rural-Seguros RGA CJR |
| -------------------------- | ----------------------------- | -------------------------- |
| Num                        | Coureur                       | Pos                        |
| 71                         |                               |                            |
| 72                         | Lluís Mas (ESP)               | 24e                        |
| 73                         | Fernando Grijalba (ESP)       | AB                         |
| 74                         | Antonio Molina (ESP)          | AB                         |
| 75                         | Karol Domagalski (POL)        | AB                         |
| 76                         | Fabricio Ferrari (URU)        | 49e                        |
| 77                         | Rubén Fernández Andújar (ESP) | 34e                        |
| 78                         | Omar Fraile (ESP)             | AB                         |

| Wanty-Groupe Gobert WGG | Wanty-Groupe Gobert WGG  | Wanty-Groupe Gobert WGG |
| ----------------------- | ------------------------ | ----------------------- |
| Num                     | Coureur                  | Pos                     |
| 81                      | Tim De Troyer (BEL)      | AB                      |
| 82                      | Laurens De Vreese (BEL)  | AB                      |
| 83                      | Jan Ghyselinck (BEL)     | AB                      |
| 84                      | Jérôme Gilbert (BEL)     | AB                      |
| 85                      | Wesley Kreder (NED)      | 32e                     |
| 86                      | Fréderique Robert (BEL)  | AB                      |
| 87                      | Kévin Van Melsen (BEL)   | AB                      |
| 88                      | Frederik Veuchelen (BEL) | 7e                      |

| RusVelo RVL | RusVelo RVL               | RusVelo RVL |
| ----------- | ------------------------- | ----------- |
| Num         | Coureur                   | Pos         |
| 91          | Sergey Firsanov (RUS)     | AB          |
| 92          | Timofey Kritskiy (RUS)    | AB          |
| 93          | Igor Boev (RUS)           | AB          |
| 94          | Kirill Pozdnyakov (RUS)   | 41e         |
| 95          | Andrey Solomennikov (RUS) | 16e         |
| 96          | Ivan Balykin (ITA)        | AB          |
| 97          | Roman Maikin (RUS)        | 13e         |
| 98          | Ilnur Zakarin (RUS)       | AB          |

| CCC Polsat Polkowice CCC | CCC Polsat Polkowice CCC  | CCC Polsat Polkowice CCC |
| ------------------------ | ------------------------- | ------------------------ |
| Num                      | Coureur                   | Pos                      |
| 101                      | Piotr Gawroński (POL)     | AB                       |
| 102                      | Grzegorz Stępniak (POL)   | AB                       |
| 103                      | Bartłomiej Matysiak (POL) | 14e                      |
| 104                      | Paweł Charucki (POL)      | AB                       |
| 105                      | Tomasz Kiendyś (POL)      | AB                       |
| 106                      | Jarosław Marycz (POL)     | 42e                      |
| 107                      | Adrian Kurek (POL)        | 43e                      |
| 108                      | Jacek Morajko (POL)       | AB                       |

| Roubaix Lille Métropole RLM | Roubaix Lille Métropole RLM | Roubaix Lille Métropole RLM |
| --------------------------- | --------------------------- | --------------------------- |
| Num                         | Coureur                     | Pos                         |
| 111                         | Rudy Barbier (FRA)          | 17e                         |
| 112                         | Timothy Dupont (BEL)        | 51e                         |
| 113                         | Julien Duval (FRA)          | 12e                         |
| 114                         | Baptiste Planckaert (BEL)   | AB                          |
| 115                         | Rudy Kowalski (FRA)         | 52e                         |
| 116                         | Maxime Vantomme (BEL)       | 19e                         |
| 117                         | Jean-Lou Paiani (FRA)       | AB                          |
| 118                         | Franck Vermeulen (FRA)      | AB                          |

| BigMat-Auber 93 BIG | BigMat-Auber 93 BIG       | BigMat-Auber 93 BIG |
| ------------------- | ------------------------- | ------------------- |
| Num                 | Coureur                   | Pos                 |
| 121                 | Alo Jakin (EST)           | AB                  |
| 122                 | Frédéric Brun (FRA)       | 47e                 |
| 123                 | Dimitri Le Boulch (FRA)   | 45e                 |
| 124                 | Flavien Dassonville (FRA) | AB                  |
| 125                 | Stéphane Rossetto (FRA)   | 38e                 |
| 126                 | Steven Tronet (FRA)       | AB                  |
| 127                 | Théo Vimpère (FRA)        | AB                  |
| 128                 | Yannis Yssaad (FRA)       | AB                  |

| La Pomme Marseille 13 LPM | La Pomme Marseille 13 LPM | La Pomme Marseille 13 LPM |
| ------------------------- | ------------------------- | ------------------------- |
| Num                       | Coureur                   | Pos                       |
| 131                       | Thomas Rostollan (FRA)    | AB                        |
| 132                       | Benjamin Giraud (FRA)     | 44e                       |
| 133                       | José Gonçalves (POR)      | AB                        |
| 134                       | Domingos Gonçalves (POR)  | AB                        |
| 135                       | Justin Jules (FRA)        | AB                        |
| 136                       | Yoann Paillot (FRA)       | 11e                       |
| 137                       | Julien El Fares (FRA)     | AB                        |
| 138                       | Thomas Vaubourzeix (FRA)  | AB                        |

| Wallonie-Bruxelles WBC | Wallonie-Bruxelles WBC   | Wallonie-Bruxelles WBC |
| ---------------------- | ------------------------ | ---------------------- |
| Num                    | Coureur                  | Pos                    |
| 141                    | Olivier Chevalier (BEL)  | AB                     |
| 142                    | Sébastien Delfosse (BEL) | 2e                     |
| 143                    | Christophe Prémont (BEL) | AB                     |
| 144                    | Laurent Évrard (BEL)     | 48e                    |
| 145                    | Boris Dron (BEL)         | AB                     |
| 146                    | Quentin Bertholet (BEL)  | AB                     |
| 147                    | Tom Dernies (BEL)        | 22e                    |
| 148                    | Maxime Anciaux (BEL)     | AB                     |

| Veranclassic-Doltcini VER | Veranclassic-Doltcini VER | Veranclassic-Doltcini VER |
| ------------------------- | ------------------------- | ------------------------- |
| Num                       | Coureur                   | Pos                       |
| 151                       | Giorgio Brambilla (ITA)   | 50e                       |
| 152                       | Rick Ottema (NED)         | AB                        |
| 153                       | Serge Dewortelaer (BEL)   | AB                        |
| 154                       |                           |                           |
| 155                       | Yu Takenouchi (JPN)       | AB                        |
| 156                       | Darijus Džervus (LTU)     | AB                        |
| 157                       | Tom Goovaerts (BEL)       | 39e                       |
| 158                       | Frederik Vandewiele (BEL) | AB                        |

| Lokosphinx LOK | Lokosphinx LOK            | Lokosphinx LOK |
| -------------- | ------------------------- | -------------- |
| Num            | Coureur                   | Pos            |
| 161            | Arkimedes Arguelyes (RUS) | 28e            |
| 162            | Sergey Shilov (RUS)       | 18e            |
| 163            | Dmitriy Sokolov (RUS)     | AB             |
| 164            | Evgeny Shalunov (RUS)     | AB             |
| 165            | Alexander Vdovin (RUS)    | AB             |
| 166            | Alexey Ribalkin (RUS)     | AB             |
| 167            | Sergey Vdovin (RUS)       | AB             |
| 168            |                           |                |

| Differdange-Losch CCD | Differdange-Losch CCD        | Differdange-Losch CCD |
| --------------------- | ---------------------------- | --------------------- |
| Num                   | Coureur                      | Pos                   |
| 171                   | Luboš Pelánek (CZE)          | AB                    |
| 172                   | Damien Garcia (FRA)          | AB                    |
| 173                   | Kevin Suarez (BEL)           | AB                    |
| 174                   | Joaquín Sobrino (ESP)        | AB                    |
| 175                   | Ruben Menendez Velasco (ESP) | AB                    |
| 176                   | Diego Milán (DOM) (Route)    | AB                    |
| 177                   | Vytautas Kaupas (LTU)        | AB                    |
| 178                   | Corrado Lampa (ITA)          | AB                    |

| Itera-Katusha TIK | Itera-Katusha TIK         | Itera-Katusha TIK |
| ----------------- | ------------------------- | ----------------- |
| Num               | Coureur                   | Pos               |
| 181               | Mikhail Akimov (RUS)      | AB                |
| 182               | Ildar Arslanov (RUS)      | AB                |
| 183               | Alexander Foliforov (RUS) | AB                |
| 184               | Igor Frolov (RUS)         | 27e               |
| 185               | Dmitrii Ignatiev (RUS)    | AB                |
| 186               | Roman Katyrin (RUS)       | 46e               |
| 187               | Dmitri Kosyakov (RUS)     | AB                |
| 188               | Maxim Pokidov (RUS)       | AB                |